# Visioni di Cody
Visioni di Cody è un romanzo sperimentale di Jack Kerouac. Fu scritto tra il 1951 e il 1952 e non fu pubblicato se non prima del 1972. La prima stampa del libro fu edita con un'introduzione di Allen Ginsberg.
L'opera è suddivisa in varie sezioni ben distinte tra loro, le quali narrano differenti avvenimenti vissuti in diversi luoghi con vari personaggi che, in un modo o nell'altro, hanno segnato l'esistenza dello scrittore. 
Si tratta di un romanzo sperimentale. La prima sezione è soprattutto riferita ai ricordi d'infanzia, esposti attraverso la giustapposizione di vari "sketches", veri e propri esempi della tecnica denominata "riflusso di coscienza" o "prosa spontanea". Questo avvicina Kerouac a figure di spicco del modernismo letterario come James Joyce e William Faulkner, o ad artisti d'avanguardia come Jackson Pollock.
Costituito in larga parte da brani espunti dal manoscritto originale di Sulla strada, il romanzo è incentrato sulla complessità dell'amicizia che lega Dulouz a Cody (personaggio modellato su Cassady). Vi è poi una parte consistente nella trascrizione diretta delle conversazioni allucinate tra Kerouac e Cassady sotto l'effetto della marijuana.

## Edizioni italiane
- Jack Kerouac, Visioni di Cody, traduzione di Pier Francesco Paolini, introduzione di Allen Ginsberg, prefazione di Fernanda Pivano, collana Situazioni n. 11, Arcana, Roma, 1974,  p. 492.
- Jack Kerouac, Visioni di Cody, traduzione di Pier Francesco Paolini, prefazione di Allen Ginsberg, collana Chorus n. 3, Arcana, Roma, 1995,  p. 479, ISBN 88-85859-37-2.